# Sutjel
Sutjel (cyr. Сутјел) – wieś w Czarnogórze, w gminie Ulcinj. W 2011 roku liczyła 20 mieszkańców.